# Ptolemeu XIV Filopàtor
Ptolemeu XIV Filopàtor   (59 aC - 44 aC)(grec antic: Πτολεμαῖος Φιλοπάτωρ) fou rei associat d'Egipte del 47 aC al 44 aC. Formava part de la Dinastia ptolemaica.
Era el fill petit de Ptolemeu XII Auleta, i havia estat exclòs de la successió, reservada als dos germans grans que com era habitual es van casar, Ptolemeu XIII Filopàtor i Cleòpatra VII. Derrocada Cleòpatra, el 48 aC va tornar al poder al mateix any amb ajuda de Roma. El 47 aC, mort Ptolemeu XIII, Juli Cèsar va declarar rei a Ptolemeu XIV Filopàtor, que encara era un nen, i el va casar amb Cleòpatra VII, molt més gran que ell. L'any 45 aC Cleòpatra se'l va emportar en la seva visita a Roma i l'any següent, ja mort Cèsar, el va fer matar, entre juliol i setembre del 44 aC.